# Monopolizacja
Monopolizacja - proces powstawania monopoli w wysoko rozwiniętej gospodarce kapitalistycznej, będący efektem koncentracji kapitału i produkcji.
Głównymi skutkami monopolizacji są: z jednej strony - zwiększenie, usprawnienie i unowocześnienie produkcji, z drugiej zaś - ograniczenie wolnorynkowej konkurencji; przejawiającej się m.in. dyktowaniem cen przez monopolistów; ograniczeniu negatywnych rezultatów koncentracji w gospodarce służą prawa i instytucje antymonopolowe.